# Třída Isaac Peral
Třída Isaac Peral (jinak též Třída S-80+) je perspektivní třída konvenčních ponorek španělského námořnictva. Ponorky mohou ničit hladinové lodě a ponorky, ale i provádět špionáž a speciální operace. Budou také vybaveny pohonem nezávislým na přístupu vzduchu (AIP). Celkem byly objednány čtyři jednotky této třídy. Ponorky vyvinula a od roku 2007 staví španělská loděnice Navantia. Využívá zkušenosti získané spoluprací s francouzskou loděnicí DCNS na vývoji a stavbě ponorek třídy Scorpène. Původní ponorky třídy S-80 měly být do služby zařazeny v letech 2011–2014. Kvůli dopadům ekonomické krize a závažným konstrukčním chybám musel být tento termín posunut. Dle vyjádření z roku 2018 má být první jednotka nového třídy S-80+ má být do provozu v roce 2022 a poslední roku 2027. Třída Isaac Peral představuje první moderní ponorky vyvinuté a postavené domácím španělským průmyslem.

## Stavba

Isaac Peral (S-81)

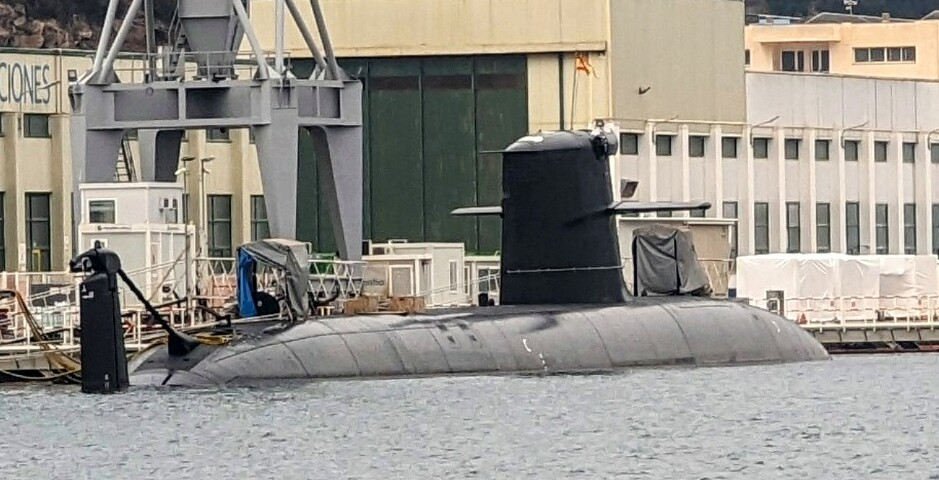
Isaac Peral (S-81)

Stavba nových ponorek, které by ve službě nahradily třídu Galerna z 80. let, byla plánována od roku 1989. Od počátku 90. let vznikaly první předběžné studie a své konkrétní požadavky začalo námořnictvo definovat po roce 1997. Kontrakt na stavbu čtyř ponorek třídy byl zadán roku 2004 loděnici IZAR (později Navantia). Stavbu provádí pobočka loděnice v Cartageně. K zahájení prací na stavbě prototypu došlo roku 2005. Původně měly být ponorky dodány v letech 2011-2014, kvůli dopadům ekonomické krize na Španělsko byl termín posunut na roky 2015–2019.
Brzy však stavbu postihly také závažné technické problémy. V roce 2013 se při finální montáži prototypové jednotky Isaac Peral ukázalo, že ponorka je oproti výpočtům o cca 100 t přetížená. Jelikož mělo přetížení negativní vliv na chování ponorky při plavbě pod hladinou (fakticky by se nedokázala vynořit), loděnice Navantia byla nucena stavbu třídy Isaac Peral pozastavit a jejich konstrukci výrazně upravit. Spolupracovala přitom se zkušenou americkou loděnicí General Dynamics Electric Boat. Řešení známé jako S-80+ se stalo prodloužení trupu ponorek vložením nové desetimetrové sekce. Nový termín dokončení prototypu proto byl posunut na rok 2018.
Roku 2018 bylo španělským námořnictvem oznámeno, že předání první ponorky je očekáváno roku 2021, přičemž náklady na stavbu plavidel stoupnou na 3 miliardy euro (původně to mělo být 2,13 miliardy). V polovině roku 2018 byl odhad termínu zařazení třídy posunut na roky 2022–2027 a náklady na celý program na 4 miliardy euro.
Dne 18. prosince 2019 byl v loděnici Navantia slavnostně uzavřen tlakový trup prototypové ponorky Isaac Peral. Spuštění ponorky na vodu bylo plánováno na říjen 2020. Ovšem i tento termín byl posunut. Definitivní termín spuštění prototypu na vodu byl stanoven na 22. dubna 2021. Ceremoniálu se zúčastní král Filip VI. Španělský s rodinou.
Prototyp ponorka Isaac Peral provedla první zkušební statický ponor 30. března 2023. Dne 30. listopadu 2023 byl prototyp přijat do služby španělského námořnictva na základně v Cartageně.
V listopadu 2024 Navantia informovala o dokončení instalace AIP pohonu BEST na palubu třetí jednotky Cosme Garcia (S-83).
Jednotky třídy Isaac Peral:
| Jméno                            | Zahájení stavby   | Spuštěna       | Vstup do služby    | Status    |
| -------------------------------- | ----------------- | -------------- | ------------------ | --------- |
| Isaac Peral (S-81)               | 2005              | 22. dubna 2021 | 30. listopadu 2023 | aktivní   |
| Narciso Monturiol (S-82)         | 13. prosince 2007 |                |                    | ve stavbě |
| Cosme Garcia (S-83)              | 19. února 2009    |                |                    | ve stavbě |
| Mateo Garcia de los Reyes (S-84) | 21. ledna 2010    |                |                    | ve stavbě |

## Konstrukce
Ponorky mají dvojitý trup. Tlakový trup ponorky má délku 80,8 metru a průměr 7,3 metru. Celkem má dvě paluby. Největší hloubka ponoru je 460 m. Ponorky ponesou několik sonarů americké firmy Lockheed Martin a budou vybaveny i vlečným sonarem firmy QinetiQ. Lockheed Martin dodává rovněž bojový řídící systém ponorek. Výzbroj tvoří šest 533mm torpédometů. Jedna ponorka unese až 18 dlouhých zbraní. Její výzbroj tvoří námořní miny SAES, těžká torpéda typů STN Atlas Elektronik DM2A4 Seehecht a protilodní střely Harpoon. V případě potřeby mohou nést rovněž střely s plochou dráhou letu UGM-86 Tomahawk. Pohonný systém tvoří tři diesely a jeden elektromotor, pohánějící jeden lodní šroub. Ponorky mají být vybaveny rovněž pohonem nezávislým na přístupu vzduchu BEST-AIP (Bio-Ethanol Stealth Technology - Air Independent Propulsion). Při stavbě bude integrován do třetí a čtvrté jednotky, přičemž první pár jej dostane až během služby v rámci generálních oprav. Nejvyšší rychlost dosahuje 12 uzlů na hladině a 19 uzlů pod hladinou. Dosah je 8000 námořních mil při rychlosti tří uzlů na hladině a 8000 námořních mil při rychlosti čtyř uzlů pod hladinou.

## Export
Třída se neúspěšně účastnila soutěže na náhradu ponorek australského námořnictva třídy Collins v rámci programu SEA 1000.
V roce 2023 Navantia nabídla ponorku této třídy Filipínskému námořnictvu.
V roce 2025 Navantia nabídla ponorku této třídy Kanadskému námořnictvu jako náhrada ponorek třídy Upholder. Kanada zvažovala akvizici až dvanácti ponorek.